# Carl Nordblom
Carl Olof Bengt Nordblom, född 18 januari 1994 i Oscars församling i Stockholm, är en svensk politiker (moderat). Han är riksdagsledamot (statsrådsersättare) sedan 2022 för Stockholms kommuns valkrets. Utöver detta har Nordblom varit tidigare distriktsordförande i Moderata Ungdomsförbundet största distrikt, Stockholm.[källa behövs]
Nordblom kandiderade i riksdagsvalet 2022 och blev ersättare. Han är statsrådsersättare för Johan Forssell sedan 18 oktober 2022. I riksdagen är Nordblom suppleant i konstitutionsutskottet och kulturutskottet.